# Yang Qipeng
Yang Qipeng (en chino tradicional, 楊啓鵬; en chino simplificado, 杨启鹏), nacido el 14 de mayo de 1987 en Tianjin, China, es un futbolista chino que actualmente juega para el Tianjin Teda en la Superliga China como portero.

## Carrera de club
Yang empezó su carrera profesional en la Superliga China en el Tianjin Teda, en 2004. Se convirtió en portero titular del club en 2011. El 1 de marzo,  hizo su debut profesional en la primera ronda de la Liga de Campeones de la UEFA en un partido en el cual Tianjin Teda ganó 1–0 al Jeju United en el Estadio Mundialista de Jeju. Su rendimiento fue descrito como de "clase mundial" por los medios de comunicación. Aun así, perdió su posición de titular, dejándolo a Song Zhenyu, y se vio transferido al Chengdu Blades en julio del 2011. Ganó su posición de titular en ese club en julio de 2012 luego de que el DT costarricense Alexandre Guimarães se hiciese cargo del club.

## Estadística de carrera
Estadísticas hasta el 1 de Noviembre del 2015
| Rendimiento de club | Rendimiento de club | Rendimiento de club | Liga         | Liga      | Taza         | Taza      | Taza de liga | Taza de liga | Continental  | Continental | Total        | Total     |
| Estación            | Club                | Liga                | Aplicaciones | Objetivos | Aplicaciones | Objetivos | Aplicaciones | Objetivos    | Aplicaciones | Objetivos   | Aplicaciones | Objetivos |
| China PR            | China PR            | China PR            | Liga         | Liga      | FA Cup       | FA Cup    | CSL Taza     | CSL Taza     | Asia         | Asia        | Total        | Total     |
| ------------------- | ------------------- | ------------------- | ------------ | --------- | ------------ | --------- | ------------ | ------------ | ------------ | ----------- | ------------ | --------- |
| 2004                | Tianjin Teda        | Chino Super Liga    | 0            | 0         | 0            | 0         | 0            | 0            | -            | -           | 0            | 0         |
| 2005                | Tianjin Teda        | Chino Super Liga    | 0            | 0         | 0            | 0         | 0            | 0            | -            | -           | 0            | 0         |
| 2006                | Tianjin Teda        | Chino Super Liga    | 0            | 0         | 0            | 0         | -            | -            | -            | -           | 0            | 0         |
| 2007                | Tianjin Teda        | Chino Super Liga    | 0            | 0         | -            | -         | -            | -            | -            | -           | 0            | 0         |
| 2008                | Tianjin Teda        | Chino Super Liga    | 0            | 0         | -            | -         | -            | -            | -            | -           | 0            | 0         |
| 2009                | Tianjin Teda        | Chino Super Liga    | 0            | 0         | -            | -         | -            | -            | 0            | 0           | 0            | 0         |
| 2010                | Tianjin Teda        | Chino Super Liga    | 0            | 0         | -            | -         | -            | -            | -            | -           | 0            | 0         |
| 2011                | Tianjin Teda        | Chino Super Liga    | 10           | 0         | 0            | 0         | -            | -            | 5            | 0           | 15           | 0         |
| 2012                | Tianjin Teda        | Chino Super Liga    | 15           | 0         | 0            | 0         | -            | -            | 2            | 0           | 17           | 0         |
| 2013                | Tianjin Teda        | Chino Super Liga    | 22           | 0         | 0            | 0         | -            | -            | -            | -           | 22           | 0         |
| 2014                | Tianjin Teda        | Chino Super Liga    | 3            | 0         | 0            | 0         | -            | -            | -            | -           | 3            | 0         |
| 2015                | Tianjin Teda        | Chino Super Liga    | 9            | 0         | 0            | 0         | -            | -            | -            | -           | 9            | 0         |
| Total               | China PR            | China PR            | 59           | 0         | 0            | 0         | 0            | 0            | 7            | 0           | 66           | 0         |

## Honores

### Club
Tianjin Teda
- Copa de China de Fútbol: 2011